# Euvy
Euvy és un municipi francès, situat al departament del Marne i a la regió del Gran Est. L'any 2007 tenia 84 habitants.

## Demografia

### Població
El 2007 la població de fet d'Euvy era de 84 persones. Hi havia 40 famílies, de les quals 16 eren unipersonals (8 homes vivint sols i 8 dones vivint soles), 12 parelles sense fills i 12 parelles amb fills.
La població ha evolucionat segons el següent gràfic:
Habitants censats

### Habitatges
El 2007 hi havia 51 habitatges, 39 eren l'habitatge principal de la família, 3 eren segones residències i 10 estaven desocupats. Tots els 51 habitatges eren cases. Dels 39 habitatges principals, 34 estaven ocupats pels seus propietaris, 4 estaven llogats i ocupats pels llogaters i 1 estava cedit a títol gratuït; 1 tenia dues cambres, 4 en tenien tres, 6 en tenien quatre i 28 en tenien cinc o més. 34 habitatges disposaven pel capbaix d'una plaça de pàrquing. A 19 habitatges hi havia un automòbil i a 16 n'hi havia dos o més.

### Piràmide de població
La piràmide de població per edats i sexe el 2009 era:
| Homes | Edats   | Dones |
| ----- | ------- | ----- |
| 0     | 95 o +  | 0     |
| 4     | 90 a 94 | 0     |
| 0     | 85 a 89 | 8     |
| 0     | 80 a 84 | 4     |
| 4     | 75 a 79 | 0     |
| 4     | 70 a 74 | 8     |
| 0     | 65 a 69 | 0     |
| 0     | 60 a 64 | 0     |
| 4     | 55 a 59 | 0     |
| 4     | 50 a 54 | 4     |
| 0     | 45 a 49 | 0     |
| 4     | 40 a 44 | 0     |
| 8     | 35 a 39 | 0     |
| 4     | 30 a 34 | 8     |
| 4     | 25 a 29 | 0     |
| 0     | 20 a 24 | 4     |
| 0     | 15 a 19 | 0     |
| 0     | 10 a 14 | 0     |
| 8     | 5 a 9   | 8     |
| 0     | 0 a 4   | 0     |

## Economia
El 2007 la població en edat de treballar era de 52 persones, 37 eren actives i 15 eren inactives. De les 37 persones actives 33 estaven ocupades (18 homes i 15 dones) i 4 estaven aturades (2 homes i 2 dones). De les 15 persones inactives 7 estaven jubilades, 4 estaven estudiant i 4 estaven classificades com a «altres inactius».
Activitats econòmiques
L'únic establiment que hi havia el 2007 era d'una empresa extractiva.
L'any 2000 a Euvy hi havia 17 explotacions agrícoles que ocupaven un total de 1.690 hectàrees.

## Poblacions més properes
El següent diagrama mostra les poblacions més properes.